# Tomaž Seljak (mlajši)
Tomaž Seljak, slovenski slikar in podobar, * 22. november 1878 Kneža, † 4. februar 1964, Klavže. 

## Življenje in delo
Rodil se je v družini podobarja Tomaža Seljaka- starejšega. Slikarske obrti se je izučil pri bratu Francu, dve leti in pol je služil vojaški rok v avstrijski vojski. Po bratovi smrti je sam prevzel delavnico v Kneži. Izpopolnjeval se je pri slikarjih Clementeju Delneriju, Ivanu Groharju in rezbarju Matevžu Koklju iz Cerknega. Postal je samostojen mojster ter se leta 1905 preselil iz Kneže v Klavže in si tam ustvaril nov dom z delavnico. Leta 1914 je bil mobiliziran v avstrijsko vojsko, od 1915 do 1919 pa je bil v italijanskem ujetništvu in se tudi tam ukvarjal s slikarstvom. V tem času je v olju na platno naslikal več cerkvenih slik, portretov in krajin. Pohvalne kritike o njegovem delu so objavili tudi italijanski časopisi. Zaradi naporov je oslepel na eno oko, a je po vrnitvi domov kljub temu nadaljeval s slikarstvom in v tej stroki izučil tudi sinova Lucijana in Ivana. Leta 1948 je oslepel še na drugo oko in umetniško dejavnost popolnoma opustil.
Tomaž Seljak je izšel iz tradicije podobarjev, značilne zlasti za okolico Idrije in Cerknega, a se je dvignil nad povprečje in ustvaril tudi umetnine skoraj že akademskega značaja. Do 1. svetovne vojne je po podatkih Ludvika Zorzuta napravil slike ali izvršil druga delav v cerkvah v krajih: Osek, Devin, Štoblank (Videmska pokrajina), Breginj, Levpa, Ljubinj, Volče, Grahovo, Avče, Borjana, Obloke, Jagršče, Srpenica, Lokve, Ponikve in Podbrdo. Po vojni pa v naslednjih krajih: Batuje, Skrilje, Vitovlje, Šempas, Kobarid, Otalež, Spodnja Idrija in Gorenja Trebuša. Sadove svojega dela je zapustil tudi v kapelah in oltarjih v naštetih in tudi drugih krajih, tako z izvirnimi stvaritvami kot tudi z obnovitvenimi posegi.